# Schusch (Verwaltungsbezirk)
Schusch (persisch شهرستان شوش) ist ein Schahrestan in der Provinz Chuzestan im Iran. Er enthält die Stadt Schusch, welche die Hauptstadt des Verwaltungsbezirks ist. Die antike Stadt Susa befindet sich im Schahrestan.

## Demografie
Bei der Volkszählung 2016 betrug die Einwohnerzahl des Schahrestan 205.720. Die Alphabetisierung lag bei 79 Prozent der Bevölkerung. Knapp 51 Prozent der Bevölkerung lebten in urbanen Regionen.
| Zensusjahr | Einwohnerzahl |
| ---------- | ------------- |
| 2011       | 202.762       |
| 2016       | 205.720       |